# Bühne frei
Bühne frei! ist eine 7-teilige Familienserie, erstmals ausgestrahlt von Oktober bis Dezember 1983 im 1. Programm des Fernsehens der DDR (DFF).

## Inhalt
Auf und hinter der Bühne spielen die Geschichten um verschiedene Künstler in dem fiktiven Varieté „Odeon“, das in der ersten Folge von dem jungen Helmut Berger in verantwortlicher Leitung übernommen wird. Ihm zur Seite steht der erfahrene Inspizient Wippe, nach dessen Worten „Bühne frei!“ sich allabendlich der Vorhang im Theater hebt.

## Sonstiges
Bühne frei! lief ab Ende Oktober 1983 regelmäßig freitags in wöchentlichem Abstand und wurde am jeweils darauffolgenden Tag wiederholt. Eine weitere Wiederholung lief von Juli bis September 1986 im 2. Programm des DFF. Alle Folgen sind auf DVD erhältlich.
In Episodenrollen waren unter anderem zu sehen: Ute Lubosch, Hans-Jürgen Pabst, Danny Awege, Dietrich Mechow, Peter Sturm, Traute Sense, Horst Kotterba, Ilse Voigt, Gisela Graupner, Gunter Sonneson, Arnim Mühlstädt, Trude Brentina, Kerstin Sanders-Dornseif, Willi Schrade und Michèle Marian.

## Episodenliste
| Nr. | Erstausstrahlung  | Titel                           |
| --- | ----------------- | ------------------------------- |
| 1   | 28. Oktober 1983  | Premiere                        |
| 2   | 4. November 1983  | Ein Mädchen kommt selten allein |
| 3   | 11. November 1983 | Ich male dir ein Bild           |
| 4   | 18. November 1983 | Die alte Liebe                  |
| 5   | 25. November 1983 | Spiel mit Puppen                |
| 6   | 2. Dezember 1983  | Applaus wird nicht geschenkt    |
| 7   | 9. Dezember 1983  | Der größte Trick                |